# Jaakko Pöyry
Jaakko Veikko Emanuel Pöyry, född 6 augusti 1924 i Sodankylä, död 8 september 2006 i Helsingfors, var en finländsk ingenjör och företagsledare.
Jaakko Pöyry växte upp under blygsamma förhållanden och hans far dog då han var elva år gammal. Efter studentexamen 1942 vid samskolan i  Ilmola, åkte han direkt till östfronten i kriget mot Ryssland. Han blev svårt sårad 1944, men läste ändå på rekordtid till diplomingenjör (motsvarar civilingenjör) vid Helsingfors tekniska högskola, rörande sig på kryckor.
Han började som sommarpraktikant på SCA i Svartvik. Cellulosaindustrin blev sedan området för hans främsta kunnande, Han blev anställd på Wärtsilä och avancerade på kort tid till chef för massa- och pappersmaskinsavdelningen. Han gjorde en studieresa till Nordamerika och kom hem med så avancerade idéer att hans arbetsgivare ställde sig skeptisk, varefter han bildade ett eget bolag tillsammans med en studiekamrat. De utvecklade en del ny kringutrustning för pappersfabriker, med vilken de genast rönte stor framgång. Verklig vind i seglen fick verksamheten, efter det att han tillsammans med en av sina medarbetare grundade Ingenjörsbyrån Murto & Pöyry 1958. Rätt snart förskräcktes kompanjonen av farten och drog sig ur. Sedan dess växte Pöyry Plc till ett internationellt börsnoterat företag med över 7 000 anställda i ett 50-tal länder. Den första utlandsfilialen grundades 1961 i Stockholm. Under början av 1990-talet sålde Pöyry företaget till Henrik Ehrnrooth. Företaget har haft kontor på de flesta kontinenter och varit verksamt, förutom inom massa- och pappersindustrin, även inom energibranschen och byggindustrin samt på miljöområdet. I början av 2019 gick Pöyry Plc samman med det svenska konsultföretaget ÅF AB och bildade ÅF Pöyry AB (AFRY), omfattande mer än 16 000 anställda i över 50 länder.
Jaakko Pöyry var gift med Helena Pöyry och hade barnen Kari (1948), Carita (1949), Salla (1984) och Anna (1990), varav de två förstnämnda i ett tidigare äktenskap med Gunnel Helander.
Han invaldes 1974 som utländsk ledamot i svenska Ingenjörsvetenskapsakademien och blev 1989 utländsk ledamot av svenska  Skogs- och Lantbruksakademien. År 1995 utnämndes han som medlem i Paper International Hall of Fame i Appleton, Wisconsin i USA.

## Förtjänsttecken
- 1967 Presidentens exportpris.
- 1971 Pappersingenjörsförbundets Lampén-medalj
- 1971 Ingenjörsförbundets förtjänstmedalj
- 1974 Hedersdoktor i teknologi vid Helsingfors Tekniska högskola
- 1977 Finlands Vetenskapsakademis förtjänstmedalj

Dessutom tilldelades Pöyry professors namn och han utnämndes till kommendör av Finlands Lejons orden